# Hindustani Covenant Church
Hindustani Covenant Church, indiskt nyevangeliskt trossamfund, grundat 1963 , på en grund lagd av missionärer från Svenska Missionskyrkan.  Hindustani Covenant Church hade år 2005 45 församlingar med ca 8 000 medlemmar.. År 2009 hade samfundet ökat till 109 församlingar med 16 600 medlemmar. 
Samfundet samarbetar med Equmeniakyrkan och är medlemmar i Internationella federationen av fria evangeliska kyrkor.